# Donny McCrary
Donny McCrary (født 10. oktober 1982 i Saint Joseph, Missouri, USA) er en tidligere irsk-amerikansk bokser i supermellemvægt-vægtklassen. Hans største modstandere har været Lucian Bute, Allan Green og Sakio Bika som han alle har tabt til. 
Kendt som "The Savage", begyndte McCrary sin professionelle karriere i 2003 og nåede at bokse 38 kampe, med 24 sejre (13 KO), 10 nederlag og 2 uafgjorte.